# Pyrgauchenia wallacei
Pyrgauchenia wallacei är en insektsart som beskrevs av Gustav Breddin. Pyrgauchenia wallacei ingår i släktet Pyrgauchenia och familjen hornstritar. Inga underarter finns listade i Catalogue of Life.